# NGC 5814
NGC 5814 (również PGC 53653) – galaktyka spiralna (Sab), znajdująca się w gwiazdozbiorze Panny. Odkrył ją John Herschel 13 kwietnia 1828 roku. Jest zaliczana do radiogalaktyk.